# 丰臣秀吉
豐臣秀吉（日语：〔〕／ Toyotomi (no) Hideyoshi；1537年3月17日—1598年9月18日）是日本安土桃山時代公卿、天正末年至慶長初年期間日本的實際統治者。
豐臣秀吉原為賤民出身，然後因侍奉尾張國（今日本愛知縣）的大名織田信長，富有才干而逐渐发迹。原本無姓，成為武士之後改姓「木下」，後將同僚丹羽長秀的羽字和柴田勝家的柴字各取一字改姓「羽柴」。1582年，主君織田信長於本能寺之變中意外殞命，秀吉其後即於山崎之戰中擊敗叛臣明智光秀，以擁立織田信長嫡長孫三法師織田秀信為口號，而在清洲會議取得織田家主導地位，並於賤岳之戰中擊敗競爭對手柴田勝家和織田信孝，篡奪織田家原先勢力據為己有，並與織田信雄和德川家康爆發小牧長久手之戰，進而成為織田信長的實質繼承者。
1585年（天正十三年），羽柴秀吉獲日本朝廷封為内大臣兼任關白（摄政），1587年（天正十四年）再兼任朝廷最高官位太政大臣的職位，獲賜氏姓「豐臣」，成为日本公卿，並透過不斷征伐與收編各方勢力，實現日本自15世纪中葉後首次形式上的統一，是為豐臣政權，為當時日本的最高統治者。在他掌權期间，通过太阁检地、刀狩令等一系列政策强化武士阶层，稳固其统治基础；並建立起大阪城、在日後取代京都成爲日本西部最大的城市，並奠定了今日大阪市的基礎。晚年他在庶子豐臣秀賴出生后，誅殺了原來欽定的繼任人豐臣秀次，引起了政權内部動蕩；並發動了朝鮮之役，在戰事末期逝世，被日本朝廷賜封「豐國大明神」。
縱觀日本歷史上，從一介賤民成爲公卿太政大臣的武將僅豐臣秀吉一人，亦使其與同时代的主君織田信長、及創立江戶幕府的德川家康並稱為「戰國三傑」。

## 經歷

### 青年時期

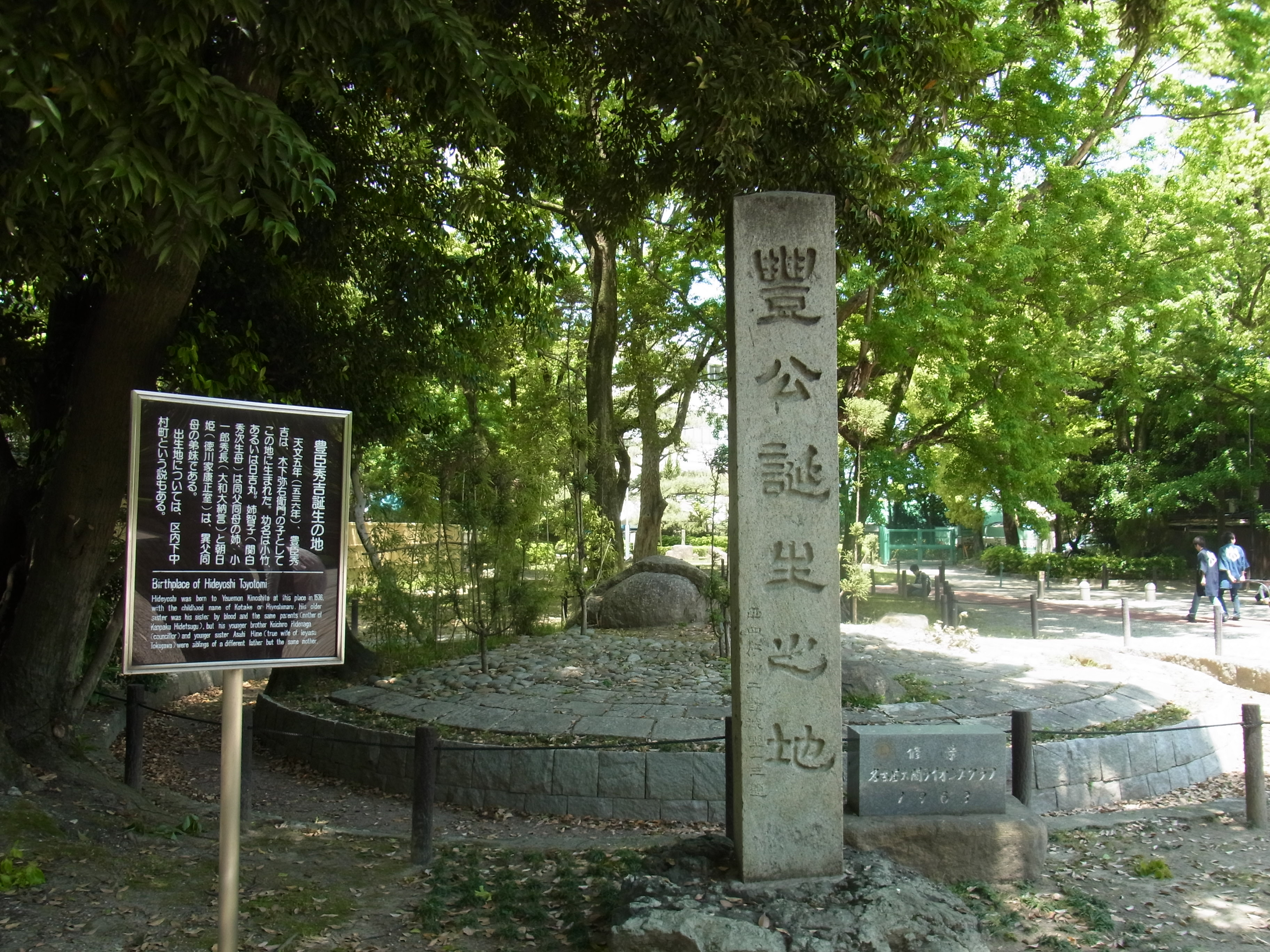
豐臣秀吉誕辰地(中村公園）

天文六年二月初六日（1537年3月17日） 豐臣秀吉出生於尾張國愛知郡中村（今愛知縣名古屋市中村區），父為貧困農戶木下彌右衛門，母親是仲（日语：／ Naka)。幼年時期取名為日吉丸（日语：／ Hiyoshi-maru），仕於織田信長成为武士之後改名木下藤吉郎（日语：／ Kinoshita Tōkichirō）。
由於秀吉的出身並非顯貴，有關於他早期的文獻記載十分有限，僅大概知道他少年時曾在尾張、三河、駿河等地方活動，父親曾在尾張地方國人眾蜂須賀氏（蜂須賀正利）麾下當雇傭性質的雜兵，修理、鍛造兵器。秀吉七歲父親死亡，八歲母親改嫁，只好出家，入光明寺當小沙彌，曾經在遠江國引馬城支城頭陀寺城成為松下之綱的部下，《太閤記》記載秀吉元服時由松下之綱為烏帽子親並命名中村（的）秀吉，但離開原因不明。後從遠房姨媽伊都父親清兵衛的鍛冶屋拿針販賣。

### 信長家臣時期

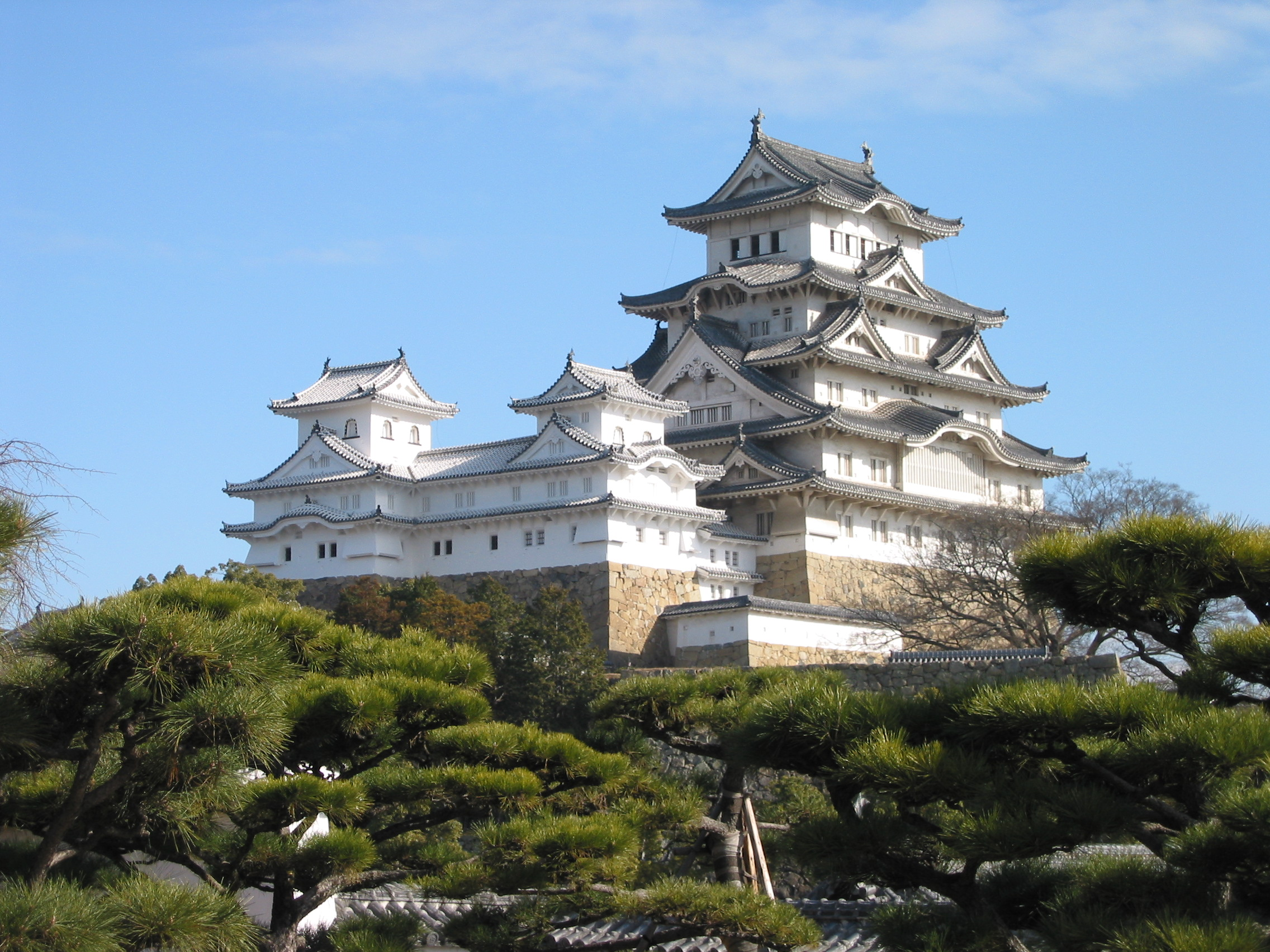
姬路城

1554年（天文二十三年）以小者的身分成為了織田信長的家僕，被信長喚為猿或禿鼠（禿げ鼠），地位在足輕與「中間」之下，作為小者中的「草履取」的等級，若隨信長上陣，「中間」可以持脅差或木刀，小者只能幫主公提武具或充當「人夫」。後來因幫信長拿草鞋時將草鞋放進懷裡暖鞋獲得信長的歡心。1555年（弘治元年）陪同信長側室生駒吉乃回娘家小折城的生駒屋敷，經吉乃介紹認識生駒氏親戚蜂須賀正勝與川並衆。1561年（永祿四年）與淺野長勝的養女（淺野長政的義妹）寧寧結婚，更名為木下秀吉。
1568年信長擁立足利義昭上洛。
1570年信長準備進攻朝倉義景的中途，在金崎遭到盟友淺井長政攻擊從後包抄，此戰秀吉為殿後軍一員，保護信長安全撤離（金崎之戰）。
元龜元年（1570年）在姉川之戰後，秀吉擔任此役奪取的近江國橫山城城代，並以此領地可動員的兵力一千人及在地情報，陸續在箕浦之戰、橫山城之戰跟虎御前山之戰中擊敗淺井軍，天正元年（1573年）在小谷城之戰從防禦土壘最矮（約一米五）的中段京極丸，切斷淺井父子倆的防守區域，因此信長擊敗了淺井長政，長政自盡，淺井的舊屬歸織田家所有，以此功秀吉支配（領有一小部分600貫約2400石~3000石）北近江三郡十二萬石成為城主，將根據地移至近江国今滨城，利用小谷城的土石建材增建今濱城後易名為長濱城。後賜苗字「羽柴」（日语：／ Hashiba）成为羽柴秀吉。他同時也招募家臣，在封為城主前他底下的家臣就是蜂須賀正勝（與力）、竹中重治、前野長康（小六若黨），尚未元服的福島正則、加藤清正，一門眾的淺野長政、羽柴秀長。而大谷吉繼、石田三成等家臣，皆是出身於近江地侍小姓，增田長盛則出身尾張國中島郡増田村，原為信長家臣後改寄騎羽柴秀吉。
1577年（天正五年）支援北陸柴田勝家對抗上杉軍，但秀吉因為和勝家戰略上意見不一而擅自撤離，致使勝家在手取川之戰中大敗，使勝家和信長有所不滿。在織田信忠的指揮下，秀吉與佐久間信盛、明智光秀、丹羽長秀共同參與攻擊松永久秀的戰鬥。
赤松則房、別所長治、小寺政職臣從信長之下，秀吉受命攻略中国地方，任播磨国国主，並從播磨國進攻但馬國，在岩洲城攻略時，成功降伏於竹田城籠城據守的太田垣輝延，此時根據地为小寺孝高（黑田孝高）讓出的姬路城（中國征伐），受命後不久別所長治及荒木村重背叛織田信長，秀吉前往討伐，致使中國征伐暫時停頓。1579年使備前國及美作國的大名宇喜多直家完全臣服於織田氏，同年迎立信長的四男於次丸（羽柴秀勝）為養子。1580年別所長治和荒木村重戰敗，別所長治切腹自盡（三木合戰）；荒木逃離，全家被信長誅殺，但這期間，包括竹中重治及古田重則等家臣陣亡。
秀吉開始與毛利氏及山名氏交戰，攻陷山名祐豐籠城據守的有子山城，嫡男山名氏政於落城前歸降羽柴家，秀吉自此專致於播磨的經營，任命弟弟羽柴秀長擔任有子山城主，負責統治但馬國。此外，收購鳥取周邊的兵糧，用斷糧戰術攻下了鳥取城（鳥取城之戰），毛利一族的吉川經家戰敗自殺，隨後進軍備中國，用水攻戰術逼迫高松城開城（備中高松城之戰），城主清水宗治自殺。

### 本能寺之變
1582年明智光秀於支援秀吉出兵毛利氏途中，發動背叛兵變，攻佔京都並夜襲投宿在本能寺的織田信長，是為本能寺之變，信長於本能寺焚死，屍骨無獲，其長子織田信忠於二條御所戰敗後切腹自盡。当时羽柴秀吉正親自率兵包圍备中国的高松城。由於黑田官兵衛用計水攻高松城，而使光秀向毛利氏報信的信使隔天在被水包圍的城下被羽柴軍所抓，所以秀吉在事變隔天便得知消息，黑田官兵衛建議向毛利氏隱瞞信長身亡的消息，並和毛利輝元議和，透過毛利家外交僧安國寺惠瓊與城主清水宗治斡旋。之後，在毛利氏大老小早川隆景主導下，他迅速与毛利氏議和，並率兵在五日內「強行軍」約200公里返京，並隨即與明智軍展開決戰，这次行军史称“中國大返還（中国大返し）”，行动之迅速大大震撼了京都的明智軍。回師之時，秀吉以「為信長公報仇」之名為號召，成功收攏各地的信長舊屬，包括光秀的寄騎中川清秀及高山右近，於山崎之战擊敗準備不及、兵力處於劣勢的明智光秀，最終明智光秀逃走時被獵殺落難武士的村民殺死，秀吉乘機控制京都一帶，不過無法阻止織田氏內部出現派系分裂。主要分裂為柴田勝家、織田信雄、織田信孝以及羽柴秀吉等派系。

### 信長後繼者

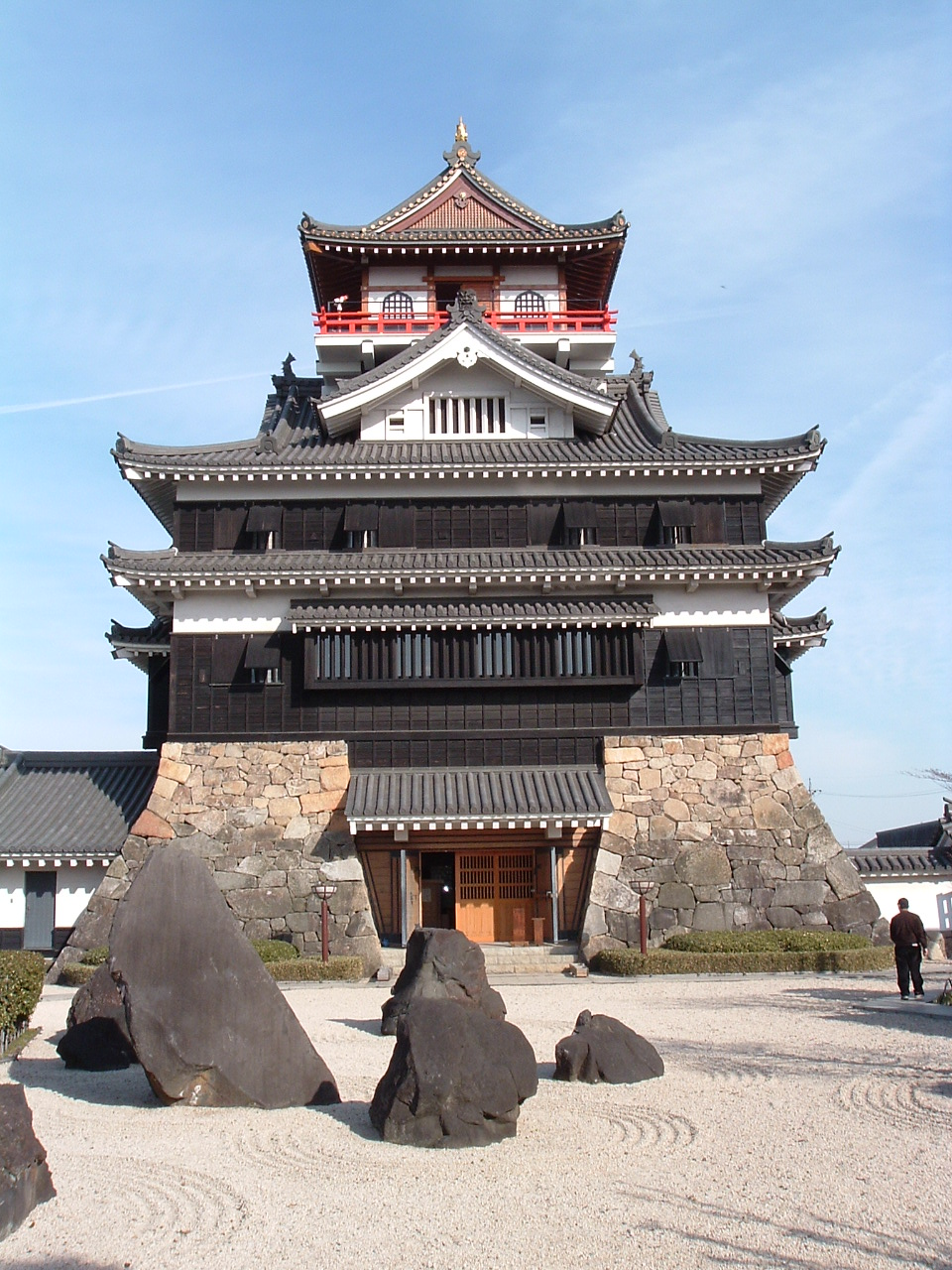
清州城復原品

6月27日，織田舊臣在清洲城召開會議，討論信長的後繼者及遺領分配的會議（清洲會議）。織田家重臣柴田勝家擁戴信長的三男織田信孝（神戶信孝，庶子），然而秀吉推舉織田信忠僅三歲的嫡長子三法師（即織田秀信）。勝家雖然表示反對，但池田恒興及丹羽長秀都支持秀吉，最後雙方以信孝擔任年幼的三法師的後見人等折衷方案，才獲得勝家的首肯，但也因此得罪了柴田勝家，導致其擁立信長三子織田信孝對抗秀吉。
領地分配方面，織田信雄獲得尾張国、織田信孝獲得美濃國、織田信包獲得北伊勢及伊賀國、光秀的寄騎細川藤孝獲得丹後國、筒井順慶獲得大和國、高山右近及中川清秀的本領獲得安堵、丹羽長秀獲得近江國滋賀郡、高島郡15萬石、池田恒興獲得攝津國尼崎及大坂15萬石、堀秀政獲得近江國佐和山。勝家獲得原為秀吉領地的長濱12萬石。秀吉自身則獲得明智光秀的舊領丹波國及山城國、河内國28萬石。 
秀吉於山崎建築寶寺城，並在山崎及丹波國實施檢地，私底下也與織田家的諸大名締結聯誼、盟友，引起柴田勝家的不滿，致使雙方愈顯對立。天正10年（1582年）10月，勝家與瀧川一益、織田信孝共同向諸大名發出彈劾秀吉的書狀，指責秀吉違反清洲會議並私自建築寶寺城。秀吉則在10月15日以養子羽柴秀勝（信長的四男）為喪主，在京都舉辦大規模的信長葬儀，由於未通知勝家，更引起勝家不滿。柴田勝家派出的佐佐成政壓制越中，上杉家魚津城守將須田滿親只好與成政議和，退出魚津城和小出城後，經海路退回越後，此外，勝家也與中國的毛利輝元聯絡，打算夾擊秀吉；秀吉眼見與柴田勝家一戰勢所難免，於是聯絡越後的上杉景勝與美濃的稻葉一鐵，並在中國地區的山陰配置宮部繼潤、山陽配置蜂須賀正勝，以防範毛利氏攻擊。
12月，秀吉趁越前國勝家受阻於風雪無法動兵，以信孝挾持三法師不讓其返回安土為藉口，舉兵進攻信孝。12月9日，秀吉向池田恒興等諸大名發出動員令，自己也集結5萬大軍自寶寺城出陣，12月11日抵達堀秀政的佐和山城，進而包圍柴田勝家養子柴田勝豐的長濱城，後來秀吉透過調略使其降伏，因而獲得長濱城。12月16日進攻美濃國，降服稻葉一鐵，並與織田信雄軍合流，乘勢進攻信孝的家老齋藤利堯防守的加治木城並順利攻陷。於岐阜城孤立的信孝，不得已將三法師交給秀吉，並由生母坂氏及女兒擔任人質，雙方議和。
天正11年（1583年）1月，反秀吉派的瀧川一益，擊敗秀吉方伊勢國峰城的岡本良勝、關城及伊勢龜山城的關盛信。秀吉於是在2月10日進攻北伊勢，2月12日攻擊瀧川的居城桑名城，但由於桑名城十分堅固且瀧川英勇抵抗，秀吉軍撤退三里駐紮。之後，秀吉組織別働隊進攻長島城及中井城，但仍由於瀧川的抵抗而敗退。但伊勢龜山城在蒲生氏鄉、細川忠興及山内一豐的攻擊下，於3月3日降伏，此後，伊勢戰線秀吉方居於優勢。 
2月28日，勝家待融雪後，派前田利長擔任先鋒出陣，自己於3月9日率3萬大軍。秀吉則將北伊勢交給蒲生氏鄉後返回近江國，3月11日與柴田勢對峙。但對峙期間，4月13日秀吉成功策反柴田勝豐的家臣山路正國，掌握了柴田軍的布陣情形。織田信孝眼見機不可失，再度於岐阜舉兵進攻稻葉一鐵，此時勝家方取得優勢。秀吉再度轉向進攻信孝。
4月20日早上，勝家的重臣佐久間盛政趁著秀吉進攻織田信孝（美濃國）時發動奇襲，進攻大岩山砦的中川清秀，中川清秀敗死，岩崎山砦的高山重友則大敗而走。但之後盛政違抗勝家不得久留的命令，持續在城砦與秀吉軍對峙，秀吉於4月21日回軍進攻柴田方，柴田軍由於前田利家的背叛而大敗，柴田勝家撤回越前。
賤岳之戰最終由秀吉取得勝利，勝家與妻子阿市於4月24日自殺，秀吉順勢平定加賀國、能登國，瀧川一益也降伏而蟄居，織田信孝不久被迫自殺，留下詛咒秀吉之辭世句。自此秀吉徹底掌握舊主信長的江山。

### 晋升公卿、惣無事令
天正11年，秀吉在石山本愿寺的舊址上建大坂城，當時到訪的大友宗麟將它稱為「戰國無雙的城」，但城堡在防禦上亦有缺點，在大坂冬之陣中，真田信繁进行了修筑加强防御。
12年（1584年）原先與秀吉合作的信長次男織田信雄聯合信長的盟友德川家康反對秀吉，羽柴軍便與兩人展開史稱小牧·长久手之战的戰事。此戰之初擁有兵力優勢的羽柴軍直撲德川領地，但途中卻遭到德川軍伏擊，有“鬼武藏”之稱的大將森長可與池田恆興二人，被德川四天王的井伊直政所率領的重裝精銳赤備騎馬隊所討殺，秀吉其後撤兵，改為攻擊美濃的織田信雄，信雄投降，迫使雙方談和，德川軍與羽柴軍達成和戰協議。
與此同時，秀吉開始親近朝廷。天正12年十月二日首度敘位，由筑前守（推估為天正2年取得）升到從五位下・左近衛権少将，但詔書日期刻意寫成兩年前（天正10年十月三日）。其後又升為從四位下‧参議，詔書日期同樣改為一年前（天正11年5月5日），兩個改期都是為了合理化十一月十二日的正式敘任，成為従三位・権大納言。
13年（1585年），秀吉派遣其弟秀長、與毛利元就三男小早川隆景等將領攻打剛統一四國的長宗我部氏，落後的四國與羽柴軍實力差距過大慘敗歸降並減封至只剩土佐一國。此外秀吉派遣藤堂高虎為首的部隊，平定了雜賀眾，首領鈴木重意被斬首處死。此外，秀吉派重兵攻打越中國佐佐成政，大軍包圍下，成政不戰而降。
同年二月，二條昭實當上關白，三月辭去左大臣之位，由內大臣近衛信尹遞補，因此三月十日秀吉升任了正二位‧内大臣宣下。五月發生關白相論事件，近衛信尹提出想兼任關白，遭到二條昭實拒絕，於是找秀吉調停。秀吉原本覬覦征夷大將軍一職，但沒有源氏籍就無法成為將軍，而流浪的幕府第十五代將軍足利義昭拒絕收養秀吉為猶子，於是秀吉藉此機會將目標轉向公家。他提出由自己出任關白，而因為關白需為攝家，秀吉讓近衛信尹之父，前關白近衛前久認自己為猶子（以本家藤原氏為姓），於七月時成功迫使二條昭實讓出關白之位，由秀吉敘位從一位・關白兼内大臣。
同年，九州的大名大友宗麟受島津義久壓迫而向秀吉請求支援，秀吉以朝廷名義於十月二日向島津家與大友家發布九州停戦令，禁止九州私闘，明定若有國界糾紛由天皇（或說實質的掌權者關白秀吉）裁決。後世學者將此文書列為第一份惣無事令。
十一月，德川家重臣石川數正投奔秀吉，德川家震驚。

### 受封相國並统一日本、讓出關白、伏見築城
天正14年（1586年）三月，島津義久接受停戰令，由鎌田政近出使解釋出兵是為了防範大友家，秀吉則提出分國方式，要求將肥後半国、豊前半国、筑後還給大友，肥前給予毛利家，筑前則歸於秀吉。島津義久無法接受，於六月再次出兵入侵筑後與筑前。七月，秀吉以違反九州停戦令為由對島津發出征討令。十二月派遣仙石秀久為軍監，率四國兵力前往討伐島津義久但慘敗（戶次川之戰）。
同年五月。為了攏絡德川家康使其成為自己的助力，秀吉將其妹旭姬（四十二歲）嫁與德川家康（四十三歲）為正室，九月甚至將自己母親大政所送至家康身邊成為人質。德川家康終於在十月臣服秀吉。
同年九月，秀吉受天皇赐姓丰臣并兼任太政大臣（平民出身者第一人），确立了天下人地位。
天正15年（1587年），秀吉親自率領大軍攻擊島津氏的支城，於四月平定九州，島津家投降。但因義久先前已有表示歸順之意，島津家得以保存。六月進行九州分國，島津氏仍被分配到薩摩、大隅、日向三國。
六月十八至十九，發布伴天連追放令禁止基督教。
九月遷入聚樂第，十月於北野天滿宮舉辦北野大茶會，邀請農民與公卿貴族，據說兒時玩伴石川五右衛門也有參加。
16年（1588年），秀吉開始實行刀狩令與海賊停止令，加強了兵農分離的政策。
17年（1589年），北條氏的家臣豬俣邦憲奪取了真田昌幸管轄下名胡桃城，導致秀吉下令全日本大名討伐北條氏，不服從者將會受到沒收領地的處分。次年3月1日秀吉率大軍向北條氏攻擊，攻陷北條各個支城下逐漸向小田原城包圍，7月後北條氏第四代家督北條氏政、第五代家督氏直父子開城投降。氏政、氏照兩兄弟切腹自盡，氏直被流放到高野山，至此由初代家督北條早雲所建立起來的百年榮華北條家宣布滅亡，戰後秀吉為各大名分封新的領土。
19年（1591年），奧州大名「獨眼龍」伊達政宗自動來請降，日本三島（本州、四國、九州）短暫統一。接著即將退位的豐臣秀吉開始專注於攻略朝鮮，先於肥前國松浦郡築名護屋城作為進攻朝鮮之主要城池，後因往返居城聚樂第的時候，需要寄宿，因此在其養子豐臣秀次繼任關白及家督後，秀吉便著手修築伏見城，還請京都等地優秀建築師獻計。文禄元年（1592年）伏見城完工，秀吉將居城由聚樂第遷至伏見。
文禄元年（1592年），将关白及豐臣家家督之位让给外甥豐臣秀次，以太閤自居。1592年秀吉進行他人生中最後一場日本國內戰爭，派遣了蒲生氏鄉、淺野長政及石田三成聯同東北地方大名平定九戶政實之亂。同年，秀吉命令茶人千利休切腹自盡，詳細原因不明。一說是利休於寺廟擺設自己的雕像激怒到秀吉；另有一說是由於利休過於向秀吉進諫（例如反對秀吉意欲向明朝出兵）以致，但是迫名聲很高的千利休自盡，讓秀吉威望大為下降。

### 侵略朝鮮、铩羽而归

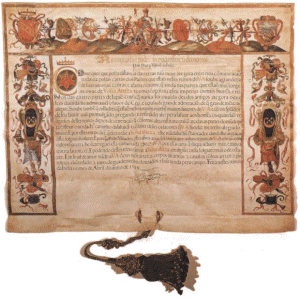
葡屬印度總督杜阿爾特·德·梅內塞斯在1588年4月給豐臣秀吉的信，主要內容為對豐臣秀吉迫害基督徒的行為表示關注。日本視此信為國寶。

豐臣秀吉有稱霸亞洲的野心。早在九州之役結束以後，他便定下入侵大明國的計劃：先派兵佔領朝鮮；自己渡海去明國，居留寧波市；隨後佔領天竺；再派豐臣秀次佔領大明的首都北京，並奉正親町天皇遷都北京。
在統一日本之後，豐臣秀吉開始著手實現稱霸亞洲的事業。他先後派遣使者前往朝鮮王朝、琉球、呂宋（今菲律賓，時為伊比利亞聯邦殖民地）、高山國（台灣大肚王國）、暹羅阿瑜陀耶王朝、瀾滄王國、大越、廣南、占城、莫臥兒帝國、葡屬印度（時為伊比利亞聯邦殖民地，今印度果阿）及葡屬澳門 (時為伊比利亞聯邦殖民地)等國家和地區，要求他們向日本稱臣並協助日本攻打大明。
不過，沒有一個國家理會他，日本更因為在四國發生的聖費利佩事件、和西班牙菲律賓都督府談判破裂，害怕招惹到西班牙武裝干涉。琉球王尚寧派人向大明報告了此事，建議明朝提前防備。暹羅王納黎萱則計劃派兵幫助大明，不過最終沒有實行。
日本和當時的航海帝國伊比利亞聯邦（西班牙-葡萄牙聯邦）發生一段軼事，即聖費利佩事件。一艘西班牙船隻在四國附近失事，事後該船船長及船員上岸後被以為西班牙人是海盗的增田長盛要求交出所有財產、貨品。此時船長拿出了世界地圖，指出了西班牙帝國的廣闊、而日本不及西班牙大。增田問該名西班牙船長「西班牙和葡萄牙之間是什麼關係？」船長答他我們是兩個帝國但由同一名國王統治(共主邦聯)（即當時的西班牙國王腓力二世）。增田其後又問：「為什麼西班牙能控制那麼多地方？」船長回答：「西班牙國王會派出傳教士去令當地改信基督教然後將他們征服」。此話一出豐臣秀吉立刻下令迫害日本境內的基督徒和傳教士（日本二十六聖人），以為外國傳教士要顛覆他的政權。豐臣秀吉在聖費利佩事件（San Felipe incident）後仍然害怕西班牙會出兵入侵日本，因為始終以日本當時的力量不足以對抗西班牙帝國。
1592年（文祿元年），豐臣秀吉決定實施其稱霸亞洲計劃的第一步，派兵20萬侵略朝鮮，史稱文祿之役（朝鮮方面稱為壬辰倭亂，明朝方面稱為萬曆朝鮮之役）。兵員以西日本諸大名為主。戰爭初期，久經沙場的日軍攻勢猛烈、勢如破竹，以極快的速度先後攻佔朝鮮王京漢城與陪都平壤，並迅速攻佔朝鮮境內大量主要城市，直驅明朝邊境。朝鮮宣祖向明朝求救。豐臣秀吉於5月攻佔漢城後便研議要遷都北京，將北京周圍10「國」之地獻為御用，賜公卿以俸祿，賜其部下以10倍於原有的領地，甚至命豐臣秀次為大唐（中國）關白，日本關白由羽柴秀秋或宇喜多秀家擔任，朝鮮則交給羽柴秀勝或宇喜多秀家統治。明神宗派遣遼東總兵李如松率兵入援朝鮮。在明軍（約5萬）和朝鮮三道水師提督李舜臣等的反擊下，日軍攻勢遇阻。終於在1593年（文祿二年）日軍因遭逢損失，豐臣秀吉遂被迫與明朝和談。
其實日方代表小西行長出身商人家庭，精於商業開發，偽造秀吉降表與明朝議和，而明方使者沈惟敬本是市井無賴，就稱秀吉的目的是要求恢復雙邊貿易。雙方於是締結和約，日軍就此暫退釜山。
1595年（文祿四年），秀吉打算以年幼的親子豐臣秀賴作為家中的繼承人，只是養子的豐臣秀次馬上被疏遠並流放到高野山，迫令剃髮出家，不到七日，又將秀次賜死，其过程严酷出乎人们意料，秀次一家连同婢女和孩子39人都被砍头，曝屍幾小時之后，尸首被丟到一個洞裡，掩埋後用秀次的頭在上面做成首塚。此外下令支持秀次者切腹，包括木村重茲、前野長康等人，而平安無事的最上義光、伊達政宗等人，平時與秀次交好，如今秀次被殺而憤恨豐臣政權。
文祿五年（1596年）九月，秀吉歡喜地迎接明朝使者，明議和使來日，秀吉宴饗之。然宣讀國書，始知議和實為冊封，大明欲封秀吉為日本國王。秀吉方覺受騙，大怒，道：「吾掌握日本，欲王則王，何待髯虜之封！且吾而爲王。如天朝何。」並欲殺明朝使節，為旁人勸止，於是下令驅逐明朝使節。慶長二年（1597年）正月，秀吉再次派兵入侵朝鮮，史稱「慶長之役」（朝鮮稱為「丁酉再亂」）。日軍盤據釜山，再進逼漢陽。然而明朝援軍（約8萬）加入戰鬥行列後，日軍攻勢再度受阻，被迫死守於海岸各倭城。

### 逝世
慶長三年八月十八日（1598年9月18日），豐臣秀吉病逝於京都伏見城內，享壽六十一歲。隔年，慶長四年（1599年），遵照遺囑將靈柩安葬於京都方廣寺阿彌陀峰山頂上，並在山上建造神社（今豐國神社）供奉豐臣秀吉的牌位。追贈正一位，並由後陽成天皇賜予神號豐國大明神（後來遭到禠奪）。死前他託付以德川家康及前田利家爲首的五大老輔佐豐臣秀賴。而入侵朝鮮半島的豐臣軍在接獲五大老命令及以石田三成為首的五奉行安排下，向明朝隱瞞了秀吉的死訊，隨後逐漸從朝鮮撤軍。可是這場戰役豐臣氏為首的軍隊損失巨大，大名元氣大傷；秀吉生前做出許多傷天害理的政治手段也大失人心（處死茶人千利休及養子秀次無辜的家眷等），成為德川家康有機會問鼎稱霸天下的重要伏因。而日本與朝鮮的關係，到1607年才恢復正常。
豐臣秀吉法名為國泰祐松院殿靈山俊龍大居士，自他死後至今日本各地仍存在不同的豐國神社，包括在滋賀縣長濱市、大阪府大阪市、愛知縣名古屋市等。在德川家康於1614年發動大坂冬之陣與1615年發動大坂夏之陣后，爲了以求斬草除根逼迫其子豐臣秀賴切腹自盡，並將其孫豐臣國松斬首,豐臣秀吉的男性子孫斷絕。

### 政績

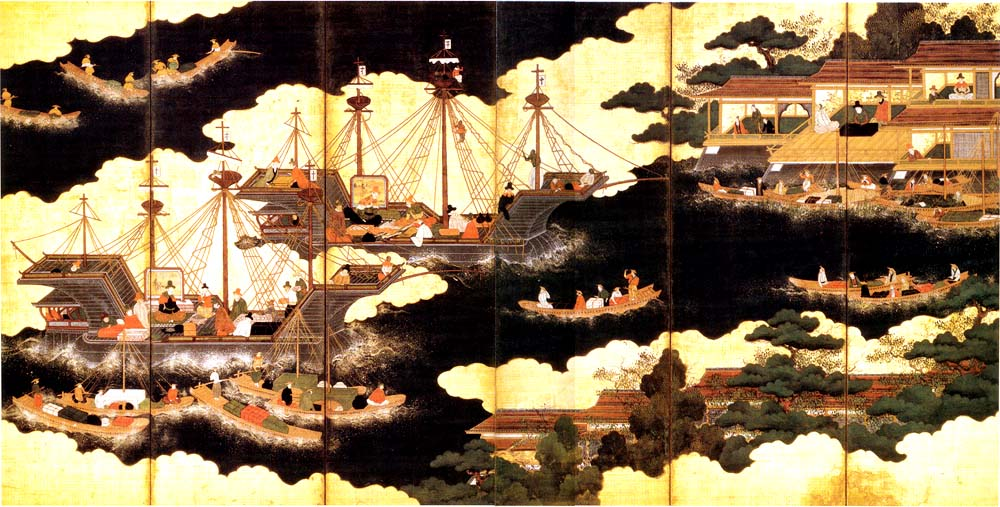
到達日本界港的南蠻船（十六世紀油畫）

豐臣秀吉的經貿政策多承傳自織田信長，發展南蠻貿易，以樂市和朱印船貿易等振興商業；並利用控制都市及鑄造貨幣等辦法規範經濟；以太閤檢地、刀狩、人掃令（身份統制令）等政策來確立稅制，徹底執行兵農分離；並要求各地大名的妻子到大坂城、聚楽第、伏見城的屋敷來集中居住，是為江戶時代参勤交代的雛形，也爲其後的幕藩體制打下了穩定的基礎。但另一方面他亦對日本國内的基督教傳教士進行迫害，以聖費利佩事件為契機豐臣秀吉大規模殺害了日本境內的基督徒和傳教士（參見日本二十六聖人）。

## 人物特色及軼事
- 相傳豐臣秀吉曾被人稱作“猿面冠者”，也就是形容他像穿載衣冠的猿猴。傳教士弗洛伊斯記載秀吉“身材矮小，容貌醜陋，右手有六隻手指”。[12]朝鮮通信使黃允吉形容秀吉“容貌矮陋，面色皺黑，如猱玃狀；深目星眸，閃閃射人”。[13]秀吉也承認自己“相貌醜陋、五體貧弱”。[14]

- 在前田利家[15]及弗洛伊斯的記載相關書籍，秀吉的右手有六隻手指，拇指有多一隻手指，但後來秀吉不欲醜聞發生，故意隱藏六隻手指的事情。

- 晚年不復年輕時的出色判斷力，也是豐臣氏沒落的原因，將知名茶人千利休及養子家督豐臣秀次一族賜死，以及發動侵略朝鮮半島的文祿·慶長之役是他最大的爭議。有人认为他晚年做出許多荒谬暴戾的事情，且西方人也有此評價，許多來日基督教传教士们在記載中不斷讚揚家督秀次而貶低太閤秀吉，在這些外國人眼中太閤秀吉是一个只顧滿足個人私欲的貪暴之君。

- 根據傳教士佛洛伊斯於1593年的報告書中介紹秀吉的夜生活如下：「太閤（秀吉）極為好色而不知廉恥，經常沉迷於動物性的肉慾中，在他的宮廷內，擁有二百名以上的女人。這不幸的暴君年齡已經超過六十歲（外表看起來比實際年齡還老），但是他還派人出外搜尋美女，不管是商人或是工人的女兒，也不管是未婚或是寡婦，只要是容貌美麗，都被他召進城內。而且他都只留一二天，就讓那些婦女回家，只有讓他滿意的，才長久留在城內。」[16]

- 秀吉的死因至今仍是個謎，官方對其死因保密。[17]此外亦有不同說法，比如腦梅毒、痢病（赤痢、疫痢之類）、[18]尿毒症、腳氣[19]等。秀吉在晚年因為衰老，曾出現無意識的狀況。[20]此外，也有秀吉被明朝使者沈惟敬謀害的傳聞，不過現已被駁斥[註 11]。

- 有不少日本學者認為秀吉本人無法生育，乃因秀吉個性好色是出了名的，自年輕到老寵幸過的女子非常多，但是全都沒有生育，而且豐臣家滅亡後秀吉的妻妾們改嫁他人後還紛紛懷孕生子，因此秀賴跟3歲早夭的鶴松是茶茶外遇偷生的說法不絕於耳。

- 茶圣千利休被秀吉下令切腹的真實原因不明，但轉折點是從金毛閣建成之後， 國師春屋宗園應利休之請所寫的山門供養中，千門萬戶一時開此句激怒了秀吉，进而因為作為資助大德寺三門重造的千利休在山門金毛閣上放置自己的木雕像，秀吉與天皇都曾在其下方通過。二年後被石田三成等人彈劾，千利休曾找細川忠興、古田織部、德川家康與前田利家向秀吉說情，但沒有結果，被秀吉敕令回堺閉門思過（蟄居，自我幽禁），尚未返回堺市，即被豐臣秀吉召回京都，木像被處以腰斬，利休居士被則被命令切腹[來源請求]。

- 秀吉對明韓使者發怒的詳細記載，見於江戶時期末年賴山陽所著的日本外史。首次交戰後兩年即1595年（文祿四年），明國與朝鮮使者(黃慎、朴弘長)造訪伏見，欲拜見豐臣秀吉，秀吉拒見，並使柳川調信（日语：柳川調信）斥責朝鮮使者：「我已收兵，而朝鮮未有獻上三道，如今又不使王子前來謝再造之恩，只差遣些低微之人來羞辱我，我不許你入來見面！」及後，豐臣秀吉使毛利氏列兵仗，邀明國使者（正使楊方亨（日语：楊方亨）、副使沈惟敬）入城，各將帥坐下。秀吉掀開帳而出，侍衛呼叱，兩名使者畏服，不敢抬頭看，捧著金印冕服跪地用膝蓋向前移動，在小西行長幫助下完成禮儀及儀式。待款待使者結束後，秀吉戴上冠冕，被上裶色官服，使德川家康以下七人被上其各自章服，並召僧侶西笑承兌（日语：西笑承兌）讀明國的冊書。小西行長私下囑咐承兌，如果冊文內容與沈惟敬所說的有不合之處，應該要有所避諱，但承兌不敢聽。於是，承兌入見，於秀吉身旁讀冊，稱明國冊封豐臣秀吉為「日本國王」。秀吉聽後臉色轉變，立刻脫下冕服拋到地上，並取下冊書將其扯裂，痛罵：「我掌握日本，想當王就當王，何需待髯虜冊封！而且我要當王的話，就當你們天朝的王如何！」於是召小西行長，譴責：「你竟敢欺罔我，把此事成為我邦之辱？我將把你與明國使者全部一併誅殺！」行長恐懼發抖，諉罪於三奉行，承兌亦嘗試解救，事情才得以停止。秀吉憤怒未能平息，於是命人驅逐明韓使者，命其傳達：「我將再遣兵屠而國也！」[21]

## 墳墓、靈廟、神社
死後葬在京都東山區阿弥陀峰山山頂（現在的豐國廟），被賜予神號豐國大明神後，修建豐國神社予以祭祀。豐臣家滅亡後，德川家康剝奪了大明神封號，但是並沒有拆毀神社。在秀吉正室高台院的懇求下，外苑部分被拆毀，然而保留内苑和本殿。部分建築物被片桐且元等人移往寶嚴寺和都久夫須麻神社。德川第三代將軍德川家光的時候沒收了神社，神社本殿完全被毀壞，豐國神社成了荒地。明治時，在德川家康的日光東照宮相殿祭祀秀吉，豐國神社被重新建造。祭祀秀吉的神社除京都豐國神社以外還有大阪豐國神社、長濱豐國神社、名古屋豐國神社等。大阪和長濱是秀吉的領地，名古屋是秀吉的故鄉。
- 戒名：國泰裕松院殿靈山俊龍大居士

## 辭世之句
|  | （如同珠露落下，如同珠露消逝，這便是我的生涯？就覆處於浪速（大坂），夢終歸是夢。） |

## 系譜
實線：親子關係；點線：婚姻關係。
|  |  |  |  |  |  |          |          | 木下昌吉（彌右衛門） | 木下昌吉（彌右衛門） | 木下昌吉（彌右衛門） | 木下昌吉（彌右衛門） | 木下昌吉（彌右衛門） | 木下昌吉（彌右衛門） |          |          |        |        | 大政所 | 大政所 | 大政所   | 大政所   | 大政所   | 大政所   |          |          |          |          |          |          |          |          | 水野昌盛（竹阿彌） | 水野昌盛（竹阿彌） | 水野昌盛（竹阿彌） | 水野昌盛（竹阿彌） | 水野昌盛（竹阿彌） | 水野昌盛（竹阿彌） |          |          |          |          |          |          |          |          |          |          |          |          |          |          |          |          |
|  |  |  |  |  |  |          |          | 木下昌吉（彌右衛門） | 木下昌吉（彌右衛門） | 木下昌吉（彌右衛門） | 木下昌吉（彌右衛門） | 木下昌吉（彌右衛門） | 木下昌吉（彌右衛門） |          |          |        |        | 大政所 | 大政所 | 大政所   | 大政所   | 大政所   | 大政所   |          |          |          |          |          |          |          |          | 水野昌盛（竹阿彌） | 水野昌盛（竹阿彌） | 水野昌盛（竹阿彌） | 水野昌盛（竹阿彌） | 水野昌盛（竹阿彌） | 水野昌盛（竹阿彌） |          |          |          |          |          |          |          |          |          |          |          |          |          |          |          |          |
|  |  |  |  |  |  |          |          |                      |                      |                      |                      |                      |                      |          |          |        |        |        |        |          |          |          |          |          |          |          |          |          |          |          |          |                    |                    |                    |                    |                    |                    |          |          |          |          |          |          |          |          |          |          |          |          |          |          |          |          |
|  |  |  |  |  |  |          |          |                      |                      |                      |                      |                      |                      |          |          |        |        |        |        |          |          |          |          |          |          |          |          |          |          |          |          |                    |                    |                    |                    |                    |                    |          |          |          |          |          |          |          |          |          |          |          |          |          |          |          |          |
|  |  |  |  |  |  | 三好吉房 | 三好吉房 | 三好吉房             | 三好吉房             | 三好吉房             | 三好吉房             |                      |                      | 日秀尼   | 日秀尼   | 日秀尼 | 日秀尼 | 日秀尼 | 日秀尼 |          |          |          |          |          |          | 豐臣秀長 | 豐臣秀長 | 豐臣秀長 | 豐臣秀長 | 豐臣秀長 | 豐臣秀長 |                    |                    | 朝日姬             | 朝日姬             | 朝日姬             | 朝日姬             | 朝日姬   | 朝日姬   |          |          | 德川家康 | 德川家康 | 德川家康 | 德川家康 | 德川家康 | 德川家康 |          |          |          |          |          |          |
|  |  |  |  |  |  | 三好吉房 | 三好吉房 | 三好吉房             | 三好吉房             | 三好吉房             | 三好吉房             |                      |                      | 日秀尼   | 日秀尼   | 日秀尼 | 日秀尼 | 日秀尼 | 日秀尼 |          |          |          |          |          |          | 豐臣秀長 | 豐臣秀長 | 豐臣秀長 | 豐臣秀長 | 豐臣秀長 | 豐臣秀長 |                    |                    | 朝日姬             | 朝日姬             | 朝日姬             | 朝日姬             | 朝日姬   | 朝日姬   |          |          | 德川家康 | 德川家康 | 德川家康 | 德川家康 | 德川家康 | 德川家康 |          |          |          |          |          |          |
|  |  |  |  |  |  |          |          |                      |                      |                      |                      |                      |                      |          |          |        |        |        |        |          |          |          |          |          |          |          |          |          |          |          |          |                    |                    |                    |                    |                    |                    |          |          |          |          |          |          |          |          |          |          |          |          |          |          |          |          |
|  |  |  |  |  |  |          |          |                      |                      | 豐臣秀次             | 豐臣秀次             | 豐臣秀次             | 豐臣秀次             | 豐臣秀次 | 豐臣秀次 |        |        |        |        |          |          |          |          |          |          |          |          | 北政所   | 北政所   | 北政所   | 北政所   | 北政所             | 北政所             |                    |                    |                    |                    |          |          |          |          | 德川秀忠 | 德川秀忠 | 德川秀忠 | 德川秀忠 | 德川秀忠 | 德川秀忠 |          |          |          |          |          |          |
|  |  |  |  |  |  |          |          |                      |                      | 豐臣秀次             | 豐臣秀次             | 豐臣秀次             | 豐臣秀次             | 豐臣秀次 | 豐臣秀次 |        |        |        |        |          |          |          |          |          |          |          |          | 北政所   | 北政所   | 北政所   | 北政所   | 北政所             | 北政所             |                    |                    |                    |                    |          |          |          |          | 德川秀忠 | 德川秀忠 | 德川秀忠 | 德川秀忠 | 德川秀忠 | 德川秀忠 |          |          |          |          |          |          |
|  |  |  |  |  |  |          |          |                      |                      |                      |                      |                      |                      |          |          |        |        |        |        |          |          |          |          |          |          |          |          |          |          |          |          |                    |                    |                    |                    |                    |                    |          |          |          |          |          |          |          |          |          |          |          |          |          |          |          |          |
|  |  |  |  |  |  |          |          |                      |                      |                      |                      |                      |                      |          |          |        |        |        |        |          |          |          |          |          |          |          |          |          |          |          |          |                    |                    |                    |                    |                    |                    |          |          |          |          |          |          |          |          |          |          |          |          |          |          |          |          |
|  |  |  |  |  |  |          |          |                      |                      |                      |                      | 南殿                 | 南殿                 | 南殿     | 南殿     | 南殿   | 南殿   |        |        | 豐臣秀吉 | 豐臣秀吉 | 豐臣秀吉 | 豐臣秀吉 | 豐臣秀吉 | 豐臣秀吉 |          |          | 淀殿     | 淀殿     | 淀殿     | 淀殿     | 淀殿               | 淀殿               |                    |                    | 崇源院             | 崇源院             | 崇源院   | 崇源院   | 崇源院   | 崇源院   |          |          |          |          | 千姬     | 千姬     | 千姬     | 千姬     | 千姬     | 千姬     |          |          |
|  |  |  |  |  |  |          |          |                      |                      |                      |                      | 南殿                 | 南殿                 | 南殿     | 南殿     | 南殿   | 南殿   |        |        | 豐臣秀吉 | 豐臣秀吉 | 豐臣秀吉 | 豐臣秀吉 | 豐臣秀吉 | 豐臣秀吉 |          |          | 淀殿     | 淀殿     | 淀殿     | 淀殿     | 淀殿               | 淀殿               |                    |                    | 崇源院             | 崇源院             | 崇源院   | 崇源院   | 崇源院   | 崇源院   |          |          |          |          | 千姬     | 千姬     | 千姬     | 千姬     | 千姬     | 千姬     |          |          |
|  |  |  |  |  |  |          |          |                      |                      |                      |                      |                      |                      |          |          |        |        |        |        |          |          |          |          |          |          |          |          |          |          |          |          |                    |                    |                    |                    |                    |                    |          |          |          |          |          |          |          |          |          |          |          |          |          |          |          |          |
|  |  |  |  |  |  |          |          |                      |                      |                      |                      |                      |                      |          |          |        |        |        |        |          |          |          |          |          |          |          |          |          |          |          |          |                    |                    |                    |                    |                    |                    |          |          |          |          |          |          |          |          |          |          |          |          |          |          |          |          |
|  |  |  |  |  |  |          |          | 羽柴秀勝             | 羽柴秀勝             | 羽柴秀勝             | 羽柴秀勝             | 羽柴秀勝             | 羽柴秀勝             |          |          | 女兒   | 女兒   | 女兒   | 女兒   | 女兒     | 女兒     |          |          | 豐臣鶴松 | 豐臣鶴松 | 豐臣鶴松 | 豐臣鶴松 | 豐臣鶴松 | 豐臣鶴松 |          |          | 和期之方           | 和期之方           | 和期之方           | 和期之方           | 和期之方           | 和期之方           |          |          | 豐臣秀賴 | 豐臣秀賴 | 豐臣秀賴 | 豐臣秀賴 | 豐臣秀賴 | 豐臣秀賴 |          |          | 小石之方 | 小石之方 | 小石之方 | 小石之方 | 小石之方 | 小石之方 |
|  |  |  |  |  |  |          |          | 羽柴秀勝             | 羽柴秀勝             | 羽柴秀勝             | 羽柴秀勝             | 羽柴秀勝             | 羽柴秀勝             |          |          | 女兒   | 女兒   | 女兒   | 女兒   | 女兒     | 女兒     |          |          | 豐臣鶴松 | 豐臣鶴松 | 豐臣鶴松 | 豐臣鶴松 | 豐臣鶴松 | 豐臣鶴松 |          |          | 和期之方           | 和期之方           | 和期之方           | 和期之方           | 和期之方           | 和期之方           |          |          | 豐臣秀賴 | 豐臣秀賴 | 豐臣秀賴 | 豐臣秀賴 | 豐臣秀賴 | 豐臣秀賴 |          |          | 小石之方 | 小石之方 | 小石之方 | 小石之方 | 小石之方 | 小石之方 |
|  |  |  |  |  |  |          |          |                      |                      |                      |                      |                      |                      |          |          |        |        |        |        |          |          |          |          |          |          |          |          |          |          |          |          |                    |                    |                    |                    |                    |                    |          |          |          |          |          |          |          |          |          |          |          |          |          |          |          |          |
|  |  |  |  |  |  |          |          |                      |                      |                      |                      |                      |                      |          |          |        |        |        |        |          |          |          |          |          |          |          |          |          |          |          |          |                    |                    |                    |                    | 豐臣國松           | 豐臣國松           | 豐臣國松 | 豐臣國松 | 豐臣國松 | 豐臣國松 |          |          | 奈阿姬   | 奈阿姬   | 奈阿姬   | 奈阿姬   | 奈阿姬   | 奈阿姬   |          |          |          |          |

父母
- 父親：木下彌右衛門
- 母親：大政所

妻妾
- 正室：高台院（有一段期間稱北政所，本名則有彌寧（おね）、寧寧（ねね）、彌（祢）、寧、寧子等寫法）
- 側室：南殿
- 側室：（茶茶，淺井長政長女）
- 側室：德子（川副正俊女）
- 側室：南之局（山名豐國女）
- 側室：松之丸殿（龍子，京極高吉女）
- 側室：加賀殿（摩阿，前田利家三女）
- 側室：甲斐姬（成田氏長女）
- 側室：三之丸殿（織田信長女）
- 側室：三條殿（虎，蒲生賢秀女）
- 側室：姬路殿（織田信包女）
- 側室：廣澤局（名護屋經勝女）
- 側室：月桂院（嶋子，足利賴純女）
- 側室：安樂院（阿種之方，香之前，地侍女）

兄弟姊妹
- 姐：瑞龍院（三好吉房室）
- 妹：旭姬
- 弟：豐臣秀長
- 義弟：淺野長政

兒子
- 長子：羽柴秀勝（石松丸）（母為側室南殿，早夭）
- 次子：豐臣鶴松（母為淀殿，早夭）
- 三子：豐臣秀賴（母為淀殿）

养子
- 羽柴秀勝（织田信长四子）
- 豐臣秀次（秀吉之姊瑞龍院与三好吉房之长子）
- 豐臣秀勝（秀吉之姊瑞龍院与三好吉房之子，豐臣秀次之親弟；女兒豐臣完子的第九世孫女九條節子是昭和天皇—裕仁的生母）
- 結城秀康（德川家康次子）
- 小早川秀秋（秀吉正室高台院之甥）

养女
- 豪姫（前田利家女，宇喜多秀家正室）
- 加賀殿（前田利家三女，豐臣秀吉側室）
- 菊姫（前田利家庶女，早逝）
- 小姫（織田信雄女，徳川秀忠正室，早逝）
- 大善院（豐臣秀長女，毛利秀元室）
- 淀殿（淺井長政長女，豐臣秀吉側室）
- 常高院（淺井長政次女，京極高次正室）
- 督姬（於江與，淺井長政三女，徳川秀忠正室）
- 宇喜多直家女（吉川廣家正室）
- 蜂須賀正勝女（黑田長政正室）

猶子
- 池田長吉（池田恒興第三子）
- 宇喜多秀家（宇喜多直家嫡子）
- 智仁親王（誠仁親王第六皇子）
- 伊達秀宗（伊達政宗庶長子）
- 近衛前子（近衛前久女，後陽成天皇女御）

甥侄
- 甥：豐臣秀次
- 甥：豐臣秀勝

兒孫
- 嫡孫：豐臣國松
- 孫：奈阿姬

## 家臣

### 早期家臣
蜂須賀正勝（小六）、竹中重治（半兵衛）、山內一豐、福島正則、加藤清正、堀尾吉晴（茂助）、增田長盛、仙石秀久、小西行長、中村一氏、前野長康、黑田孝高（官兵衛）

### 秀吉四天王
宮田光次、神子田正治、戶田勝隆、尾藤知宣

### 賤岳七本槍
福島正則、加藤清正、加藤嘉明、脇坂安治、平野長泰、糟屋武則、片桐且元

### 五奉行
石田三成、淺野長政、前田玄以、長束正家、增田長盛

### 三中老
中村一氏、生駒親正、堀尾吉晴

### 五大老
一開始是六大老，小早川隆景 死後退席，小早川家督由小早川秀秋接任。秀吉生前並無五大老之名，秀吉死後五大老之名才固定下來：
德川家康、前田利家(後其子前田利長接任)、毛利輝元、宇喜多秀家、上杉景勝。

### 十人衆
富田一白、寺西正勝、毛利吉成、堀田一繼、佐佐行政、石田正澄、片桐貞隆、石川光元、山中長俊、木下延重

### 信長舊臣
前田利家、堀秀政、丹羽長秀、森長可、細川藤孝、細川忠興、蜂屋賴隆、京極高次、長谷川秀一、長谷川與次、日根野弘就、日根野盛就、長谷川宗仁、矢部家定、建部壽德、稻葉一鐵、市橋長利、伊東長久、九鬼嘉隆、古田重然、堀内氏善、丸毛兼利、毛利秀賴、豬子一時、蒲生氏鄉

### 黃母衣眾
青木一重、伊木遠雄、石尾治一、伊東長実、井上道勝、井上賴次、小野木公鄉、郡宗保、津田信任、友松盛保、中島氏種、中西守之、長原雲沢軒、野野村雅春、戶田勝隆、蜂須賀家政、服部一忠、速水守久、神子田正治、箕浦元正、三好房一、毛利吉成、森可政、一柳直末、分部光嘉

### 七手組
速水守久、青木一重、伊東長実、堀田盛重（盛高）、中島氏種、真野助宗、野野村雅春、真野頼包（助宗死後）、郡宗保

### 與力眾
宮部繼潤、一柳直末、田中吉政、木村定重、小出吉政、龜井茲矩、谷衛友、寺澤廣高、新庄直賴、齋村政廣、別所重宗

### 接受秀吉偏諱的人物
在古代日本，主君往往將自己名字中的一字授予家臣或從屬的大名，以示恩惠。這個字被稱為偏諱。
- 「秀」字
  - 宇喜多秀家
  - 織田秀信
  - 織田秀雄
  - 蒲生秀行
  - 小早川秀秋
  - 小早川秀包
  - 伊達秀宗
  - 德川秀忠
  - 羽柴秀勝
  - 堀秀治
  - 毛利秀元
  - 毛利秀就
  - 結城秀康
- 「吉」字
  - 大谷吉繼
  - 大友吉統

## 登場作品
史料
- 太閤記（小瀬甫庵著）

小說
- 新史太閤記（新潮社、司馬遼太郎著）
- 豐臣一族（中央公論新社、司馬遼太郎著）
- 新太閤記（角川書店、海音寺潮五郎著）
- 新書太閤記（新潮社、吉川英治著）
- 秀吉：超越夢想的男人（文藝春秋、堺屋太一著）
- 異本太閤記（講談社、山岡莊八著）
- 妖說太閤記（講談社、山田風太郎著）
- 夢中夢（文藝春秋、津本陽（日语：津本陽）著）
- 秀吉與利休（新潮社、野上彌生子著）
- 秀吉之枷（文藝春秋、加藤廣（日语：加藤廣）著）

影視劇
- 出世太閤記（1938年、日活、演：嵐寬壽郎（日语：嵐寛寿郎））
- 凸凹太閤記（日语：凸凹太閤記）（1953年、大映、演：森繁久彌）
- 太閤記（1957年、NTV、演：大川太郎）
- 太閤記（1958年、松竹、演：高田浩吉）
- 少年信長（日语：若き日の信長）（1959年、大映、演：月田昌也）
- 風雲兒織田信長（日语：風雲児 織田信長）（1959年、東映、演：中村賀津雄）
- 新書太閤記（日语：新書太閤記#テレビドラマ）（1959年、MBS、演：東宮秀樹）
- 獨眼龍政宗（1959年、東映、演：佐佐木孝丸（日语：佐々木孝丸））
- 敵在本能寺（1960年、松竹、演：河津清三郎）
- 反逆兒（日语：反逆児 (1961年の映画)）（1961年、東映、演：原健策）
- 織田信長（日语：織田信長 (1962年のテレビドラマ)）（1962年、ABC、演：藤間勘二郎）
- 忍者（1962年、大映、演：丹羽又三郎）
- 梟之城（1963年、東映、演：織田政雄）
- 大話太閤記（日语：ホラ吹き太閤記）（1964年、東宝、演：植木等）
- 德川家康（1964年、NET、演：西村晃）
- 太閤記（日语：太閤記 (NHK大河ドラマ)）（1965年、NHK大河劇、演：緒形拳）
- 德川家康（日语：徳川家康 (1965年の映画)）（1965年、東映、演：山本圭）
- 功名十字路（1966年、NET、演：多多良純（日语：多々良純））
- 戰國太平記 真田幸村（1966年、TBS、演：東野英治郎）
- 戰國艷物語（日语：戦国艶物語#第一部・お市編）（1969年、ABC、演：稻垣昭三（日语：稲垣昭三））
- 戰國艷物語（日语：戦国艶物語#第二部・淀君編）（1969年、ABC、演：三國連太郎）
- 天與地（1969年、NHK大河劇、演：濱田光夫（日语：浜田光夫））
- 青春太閤記（日语：青春太閤記 いまにみておれ!）（1970年、NTV、演：渡邊修三（日语：なべおさみ））
- 大坂城之女（日语：大坂城の女）（1970年、KTV、演：進藤英太郎）
- 春之坂道（日语：春の坂道）（1971年、NHK大河劇、演：中村芝鶴（日语：中村芝鶴 (2代目)））
- 女人武藏（日语：女人武蔵）（1971年、KTV、演：大村崑）
- 國盜物語（日语：国盗り物語 (NHK大河ドラマ)）（1973年、NHK大河劇、演：火野正平）
- 出雲的阿國（1973年、NET、演：佐山俊二）
- 新書太閤記（日语：新書太閤記#新書太閤記（NETテレビ））（1973年、NET、演：山口崇）
- 阿吟樣（1978年、東宝、演：三船敏郎）
- 黃金的日子（日语：黄金の日日）（1978年、NHK大河劇、演：緒形拳）
- 忍者武藝帖 百地三太夫（日语：忍者武芸帖 百地三太夫）（1980年、東映、演：小池朝雄）
- 女太閤記（1981年、NHK大河劇、演：西田敏行）
- 關原（日语：関ヶ原 (テレビドラマ)）（1981年、TBS、演：宇野重吉）
- 女子們的大坂城（日语：女たちの大坂城）（1983年、YTV、演：三國連太郎）
- 德川家康（1983年、NHK大河劇、演：武田鐵矢）
- 真田太平記（日语：真田太平記 (テレビドラマ)）（1985年、NHK、演：長門裕之）
- 太閤記（日语：太閤記 (1987年のテレビドラマ)）（1987年、TBS、演：柴田恭兵）
- 獨眼龍政宗（1987年、NHK大河劇、演：勝新太郎）
- 阿市御寮人（1989年、NTV、演：布施明）
- 春日局（1989年、NHK大河劇、演：藤岡琢也）
- 織田信長（日语：織田信長 (1989年のテレビドラマ)）（1989年、TBS、演：黑崎輝（日语：黒崎輝））
- 本覺坊遺文 千利休（日语：本覚坊遺文 千利休）（1989年、東宝、演：芦田伸介）
- 利休（日语：利休 (映画)）（1989年、松竹、演：山崎努）
- 千利休〜猶如雪間草望春來〜（日语：千利休 〜春を待つ雪間草のごとく〜）（1990年、MBS、演：江守徹）
- 武田信玄（日语：武田信玄 (1991年のテレビドラマ)）（1991年、TBS、演：柳澤慎吾）
- 豪姬（日语：豪姫 (映画)）（1992年、松竹、演：笈田勝弘）
- 信長KING OF ZIPANGU（1992年、NHK大河劇、演：仲村亨）
- 德川家康 戰國最後的勝利者（1992年、ANB、演：風間杜夫）
- 森蘭丸：戰國騰躍的若獅子（日语：森蘭丸〜戦国を駆け抜けた若獅子〜）（1993年、TVA、演：間寛平）
- 獲取天下的男人 豐臣秀吉（日语：天下を獲った男 豊臣秀吉）（1993年、TBS、演：柳葉敏郎）
- 獨眼龍的野望 伊達政宗（1993年、ANB、演：津川雅彥）
- 琉球之風（1993年、NHK大河劇、演：仲村亨）
- 織田信長（日语：織田信長 (1994年のテレビドラマ)）（1994年、TX、演：三田村邦彦）
- 愛與野望的獨眼龍 伊達政宗（1995年、TBS、演：松方弘樹）
- 豐臣秀吉 獲取天下！（日语：豊臣秀吉 天下を獲る!）（1995年、TX、演：中村勘九郎）
- 影武者織田信長（1996年、ANB、演：片岡鶴太郎）
- 秀吉（1996年、NHK大河劇、演：竹中直人）
- 家康最恐懼的男人 真田幸村（日语：家康が最も恐れた男 真田幸村）（1998年、TX、演：中村嘉葎雄）
- 泰然的道頓：和秀吉爭奪女人的男人（日语：けろりの道頓 秀吉と女を争った男）（1999年、KTV、演：伊東四朗）
- 加賀百萬石：母子的戰國歷險（日语：加賀百万石 母と子の戦国サバイバル）（1999年、NHK、演：佐藤慶）
- 梟之城（1999年、東宝、演：岩松信）
- 利家與松（2002年、NHK大河劇、演：香川照之）
- 太閤記 被喚為猴子的男人（日语：太閤記 サルと呼ばれた男）（2003年、CX、演：草彅剛）
- 大友宗麟 追求心之王國（日语：大友宗麟 心の王国を求めて）（2004年、NHK、演：片岡鶴太郎）
- 國盜物語（日语：国盗り物語#新春ワイド時代劇版）（2005年、TX、演：岡田義德）
- 戰國自衛隊1549（2005年、東寶、演：水橋研二）
- 太閤記 獲取天下的男人・秀吉（日语：太閤記〜天下を獲った男・秀吉）（2006年、EX、演：中村橋之助（日语：中村芝翫 (8代目)））
- 功名十字路（2006年、NHK大河劇、演：柄本明）
- 信長之棺（日语：信長の棺#テレビドラマ）（2006年、EX、演：中村梅雀）
- 茶茶 天涯的貴妃（2007年、東映、演：渡部篤郎）
- 明智光秀 不被神眷顧的男人（日语：明智光秀〜神に愛されなかった男〜）（2007年、CX、演：柳葉敏郎）
- 敵在本能寺（2007年、EX、演：竹中直人）
- 大盗石川五右卫门（2009年、松竹、演：奧田瑛二）
- 火天之城（日语：火天の城#映画）（2009年、東映、演：河本準一）
- 寧寧：女太閤記（2009年、TX、演：市川龜治郎（日语：市川猿之助 (4代目)））
- 天地人（2009年、NHK大河劇、演：笹野高史）
- 戰國疾風傳 二人軍師（日语：戦国疾風伝 二人の軍師 秀吉に天下を獲らせた男たち）（2011年、TX、演：西田敏行）
- 江~公主們的戰國~（2011年、NHK大河劇、演：岸谷五朗）
- 傀儡之城（日语：のぼうの城）（2012年、東寶、演：市村正親）
- 信長的主廚（2013年、EX、演：照屋年之（日语：ゴリ (お笑い芸人)））
- 女信長（2013年、CX、演：伊勢谷友介）
- 濃姫（日语：濃姫 (テレビドラマ)）（2013年、EX、演：江成和己（日语：えなりかずき））
- 清須會議（日语：清須会議 (小説)#映画）（2013年、東寶、演：大泉洋）
- 一代茶聖千利休（日语：利休にたずねよ#映画）（2013年、東映、演：大森南朋）
- 火之女神井儿（2013年、MBC月火剧、演：安奭奂）
- 軍師官兵衛 （2014年、NHK大河劇、演：竹中直人）
- 信長協奏曲（2014年、CX、演：山田孝之）
- 惩毖录（2015年、KBS 大河劇、演：金圭哲）
- 信長燃燒（日语：信長燃ゆ#テレビドラマ）（2016年、TX、演：北村有起哉）
- 真田丸（2016年、NHK大河劇、演：小日向文世）
- 石川五右衛門（2016年、TX、演：國村隼）
- 本能寺酒店（2017年、東寶、演：永野宗典）
- 關原（日语：関ヶ原 (映画)）（2017年、東寶、演：瀧藤賢一）
- 處世質實剛健（2017年、Mable、演：清水優）
- 電影刀劍亂舞（2019年、東寶、演：八嶋智人）
- MAGI ～天正遣歐少年使節～（2019年、Prime Video、演：緒形直人）
- 麒麟來了（2020年、NHK大河劇、演：佐佐木藏之介）
- 桶狹間〜織田信長 霸王的誕生〜（日语：桶狭間 OKEHAZAMA〜織田信長〜）（2021年、CX、演：中尾明慶）
- 武士成為麥當勞店員（日语：武士が、マックで店員になった件。）（2022年、KTV、演：Dandy坂野（日语：ダンディ坂野））
- 新・信長公記～同班同學是戰國武將～（2022、NTV、演：西畑大吾）
- 怎麼辦家康（2023年、NHK大河劇、演：室剛）
- THE LEGEND & BUTTERFLY（2023年、東映、演：音尾琢真）

廣告
- 豐田汽車ReBORN系列廣告（演：北野武）

遊戲
- 仁王2（2020年、光榮、演：竹中直人）
- 太閤立志傳系列（光榮）
- 信長之野望系列（光榮）
- 戰國無雙系列*无双大蛇系列（光榮、配音：石川英郎）
- 戰國BASARA系列（Capcom、配音：置鯰龍太郎）
- 鬼武者系列（Capcom）
- 战国兰斯
- 世紀帝國2
- 美男戰國：穿越時空之戀（配音：鳥海浩輔）
- 神魔之塔
- 閃電十一人GO
- 戰刻夜想曲

模型玩具
- 真空路守 NO.8 秀吉張斬
- Doyusha童友社1/3名刀二刀豐臣秀吉
- Doyusha童友社 1/360 和歌山城
- Doyusha童友社 samurai armet  豐臣秀吉
- bb戰士 NO.354 SD戰國傳 武神降臨篇 豐臣秀吉頑駄無

## 徵引
1. ↑  .   [2018-01-02]. （原始内容存档于2018-01-03）.
2. ↑  . Hōryū-ji.   [2009-11-23]. （原始内容存档于2010-01-11） （日语）.
3. ↑  . Hōryū-ji.   [2009-11-23]. （原始内容存档于2010-01-11） （日语）.
4. ↑  《日本历史》，浙江大学日本文化研究所编著，高等教育出版社出版，116页
5. ↑  明實錄：神宗實錄 ,233卷 ,4316
6. ↑  《明史》（卷227）：日本躪朝鮮。會暹羅入貢， 其使請勤王，尚書石星因令發兵搗日本。〔蕭〕彥言暹羅處極西，去日本萬里，安能發越大海，請 罷其議，星執不從。既而暹羅兵卒不出。
7. ↑  Boxer, C. R. . University of California Press. 1951  [2021-08-29]. GGKEY:BPN6N93KBJ7. （原始内容存档于2022-02-22）.
8. ↑  辻 1942，pp.428-449
9. ↑  村上, 直次郎, , 雄松堂出版, 2005, ISBN 4841930116
10. ↑  『太閤秀吉と豊臣一族』p.1
11. ↑  日本史話——近古篇，p108
12. ↑  第16章
13. ↑  《朝鮮王朝實錄·宣祖修正實錄·卷二十五 （页面存档备份，存于）》二十四年三月一日條
14. ↑  第14章
15. ↑  前田利家回憶錄《國祖遺言》。
16. ↑  .   [2015-01-18]. （原始内容存档于2015-01-18）.
17. ↑  26頁
18. ↑  《日本西教史》
19. ↑   腦神經外科醫生若林利光《寿命戦争 - 武将列伝》 （かりばね書房、2009年）
20. ↑  《駒井日記》
21. ↑  《日本外史/卷之十六 德川氏前記 豐臣氏中》：八月。明韓使者共至界浦。二十九日。造伏見。秀吉使柳川調信責韓使者曰。吾收兵。而汝國未獻三道。今又不使王子來謝再造之恩。乃遣微者辱我。我不許汝入見。二使因行長謝。弗聽。九月。二日。使毛利氏列兵仗。延明使者入城。諸將帥皆坐。頃之。秀吉開幄而出。侍衛呼叱。二使慴伏。莫敢仰視。捧金印冕服。膝行而進。行長助之畢禮。三日。饗使者。旣罷。秀吉戴冕。被裶衣。使德川公以下七人各被其章服。召僧承兌讀冊書。行長私囑之曰。冊文。與惟敬所說。或有齟齬者。子且諱之。承兌不敢聽。乃入。讀冊于秀吉之傍。至曰封爾為日本國王。秀吉變色。立脫冕服拋之地。取冊書扯裂之。罵曰。吾掌握日本。欲王則王。何待髯虜之封哉。且吾而為王。如天朝何。乃召行長。誚讓曰。汝敢欺罔我。以為我邦之辱。吾將併汝與明使者皆誅殺之。行長股栗。諉罪於三奉行。出書牘數通爲證。承兌亦救解之。事纔得止。而秀吉怒未釋。卽夜。命加藤清正大谷吉隆石田三成增田長盛。逐明韓使者。賜資糧遣歸。使謂之曰。若亟去。告而君。我將再遣兵屠而國也。